# خویسرق
خوی‌سورق یکی از روستاهای استان آذربایجان شرقی است که در دهستان چهاردانگه بخش مرکزی شهرستان هوراند واقع شده‌است. این روستا ۱۸۷ نفر جمعیت دارد.